# Distretto di Chmel'nyc'kyj
Il distretto di Chmel'nyc'kyj (ucraino Хмельницький район) è un distretto nell'oblast' di Chmel'nyc'kyj in Ucraina. Il suo centro amministrativo è la città di  Chmel'nyc'kyj Ha una popolazione di 672 305 abitanti.
Il 18 luglio 2020, come parte della riforma amministrativa dell'Ucraina, il numero di distretti dell'oblast di  Chmel'nyc'kyj è stato ridotto a tre e l'area del distretto di  Chmel'nyc'kyj è stata notevolmente ampliata.